# Sanicula crassicaulis
Sanicula crassicaulis är en flockblommig växtart som beskrevs av Eduard Friedrich Poeppig och Dc. Sanicula crassicaulis ingår i släktet sårläkor, och familjen flockblommiga växter. Inga underarter finns listade i Catalogue of Life.

## Bildgalleri

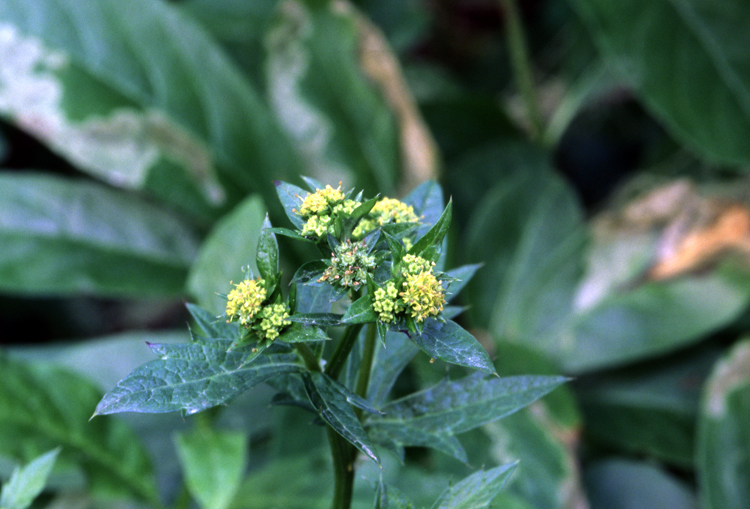
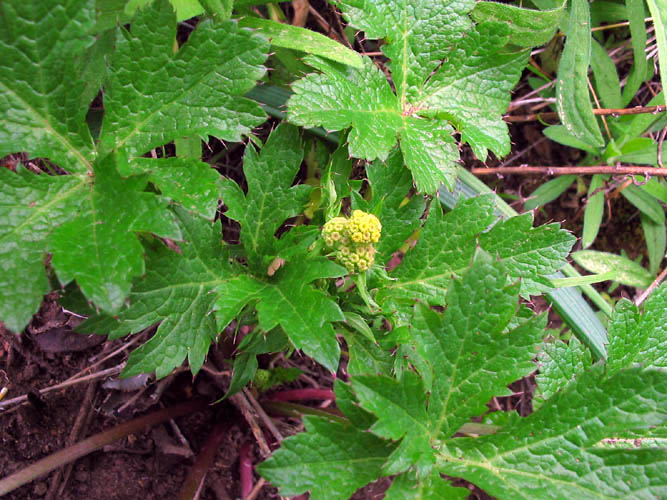
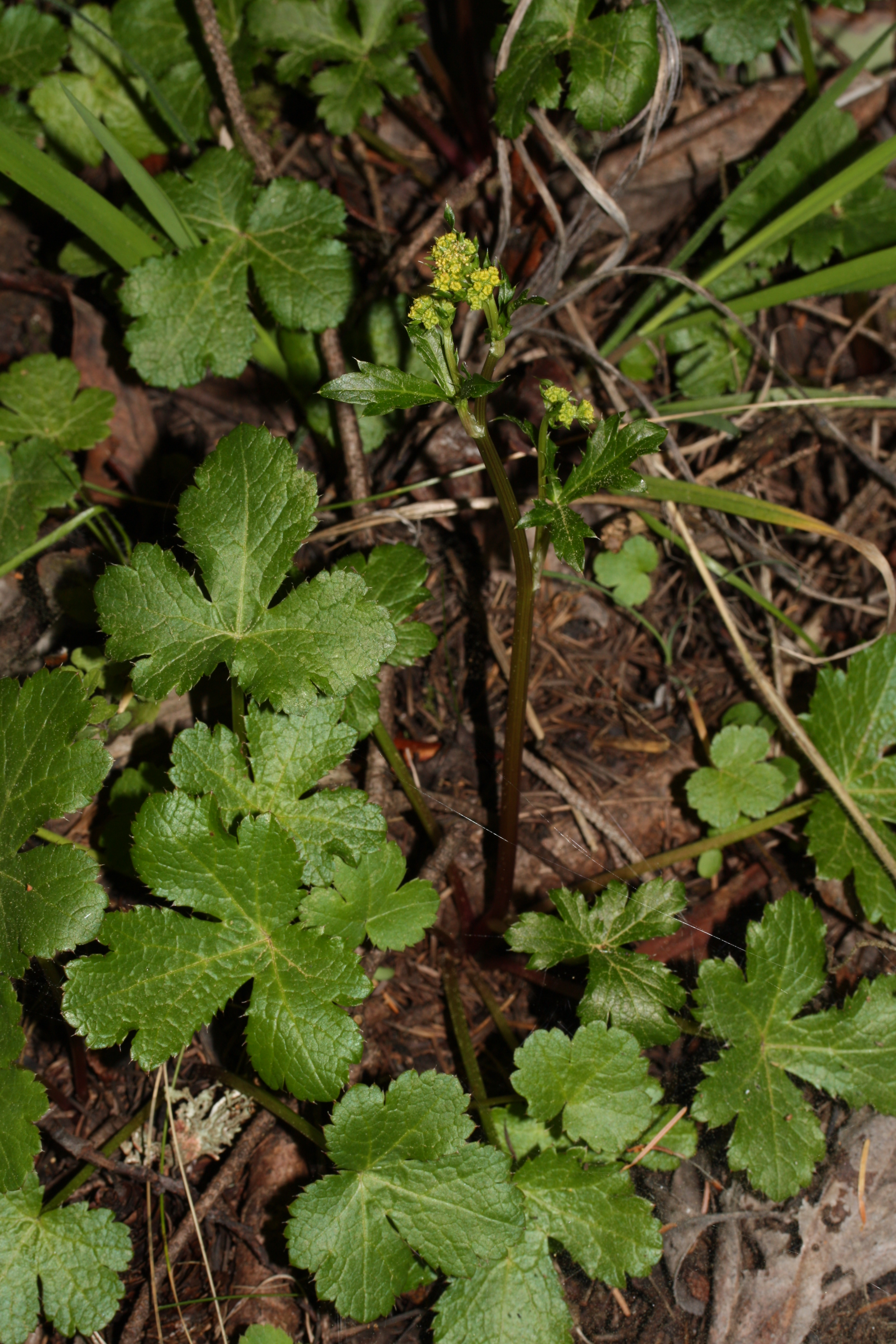
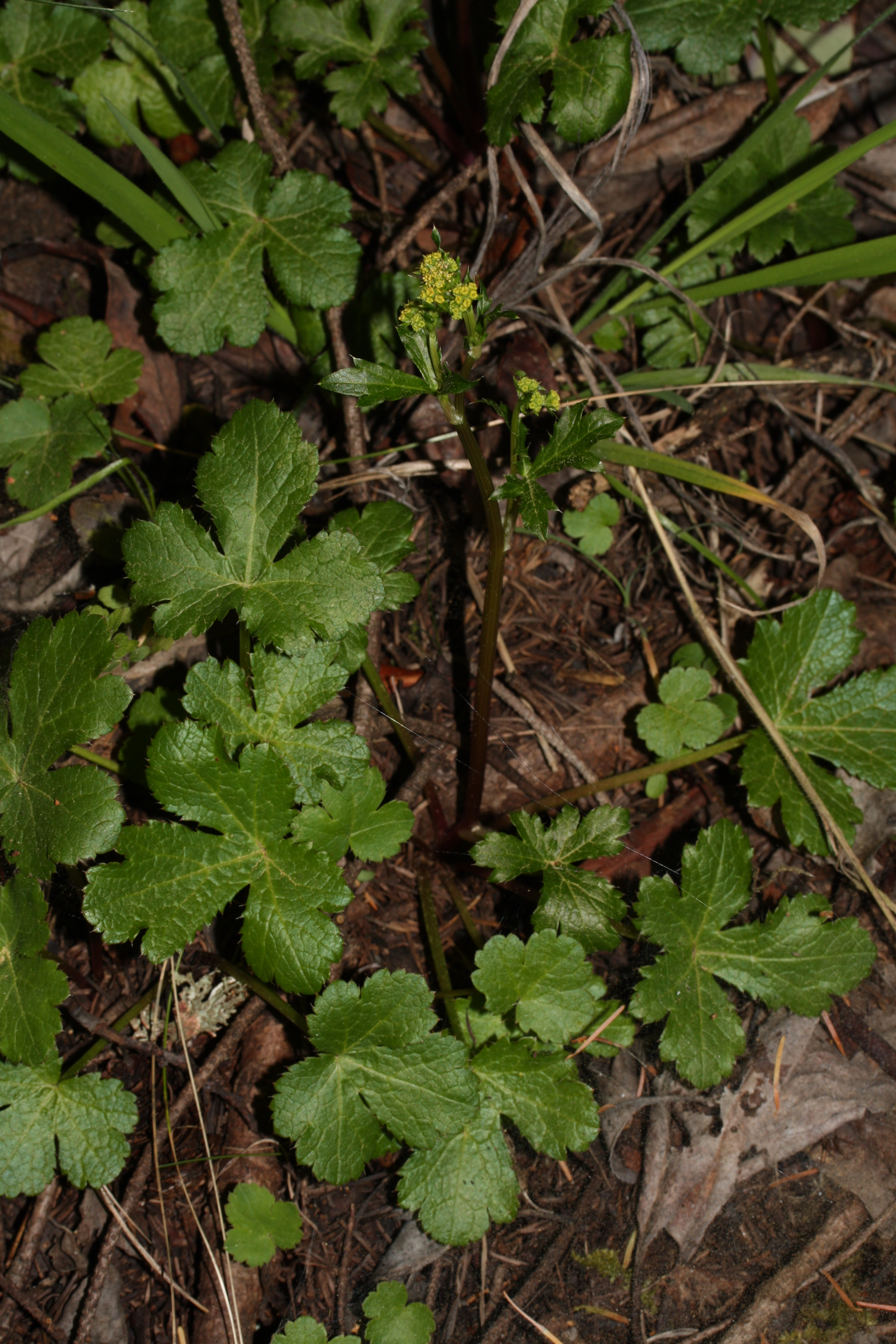
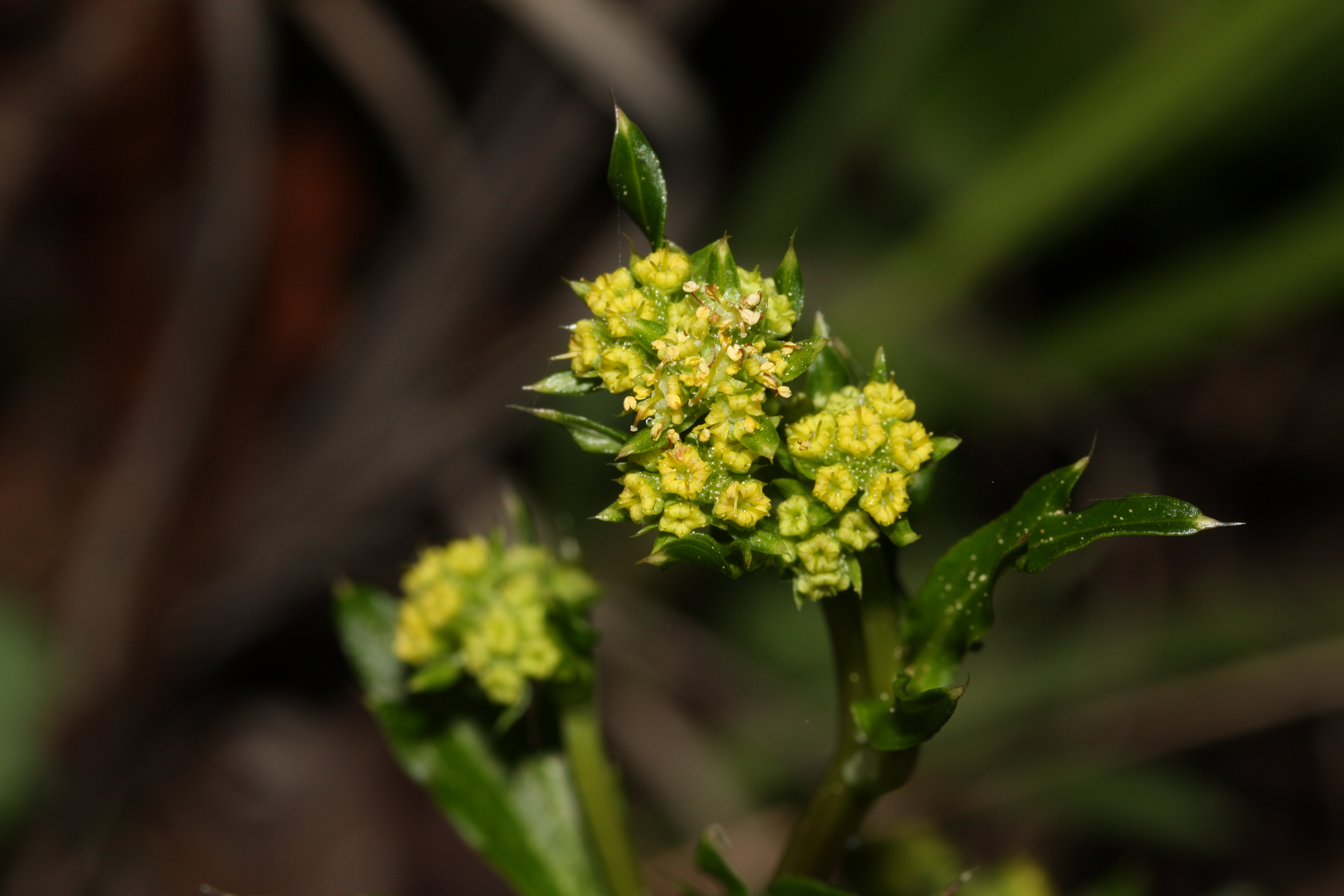
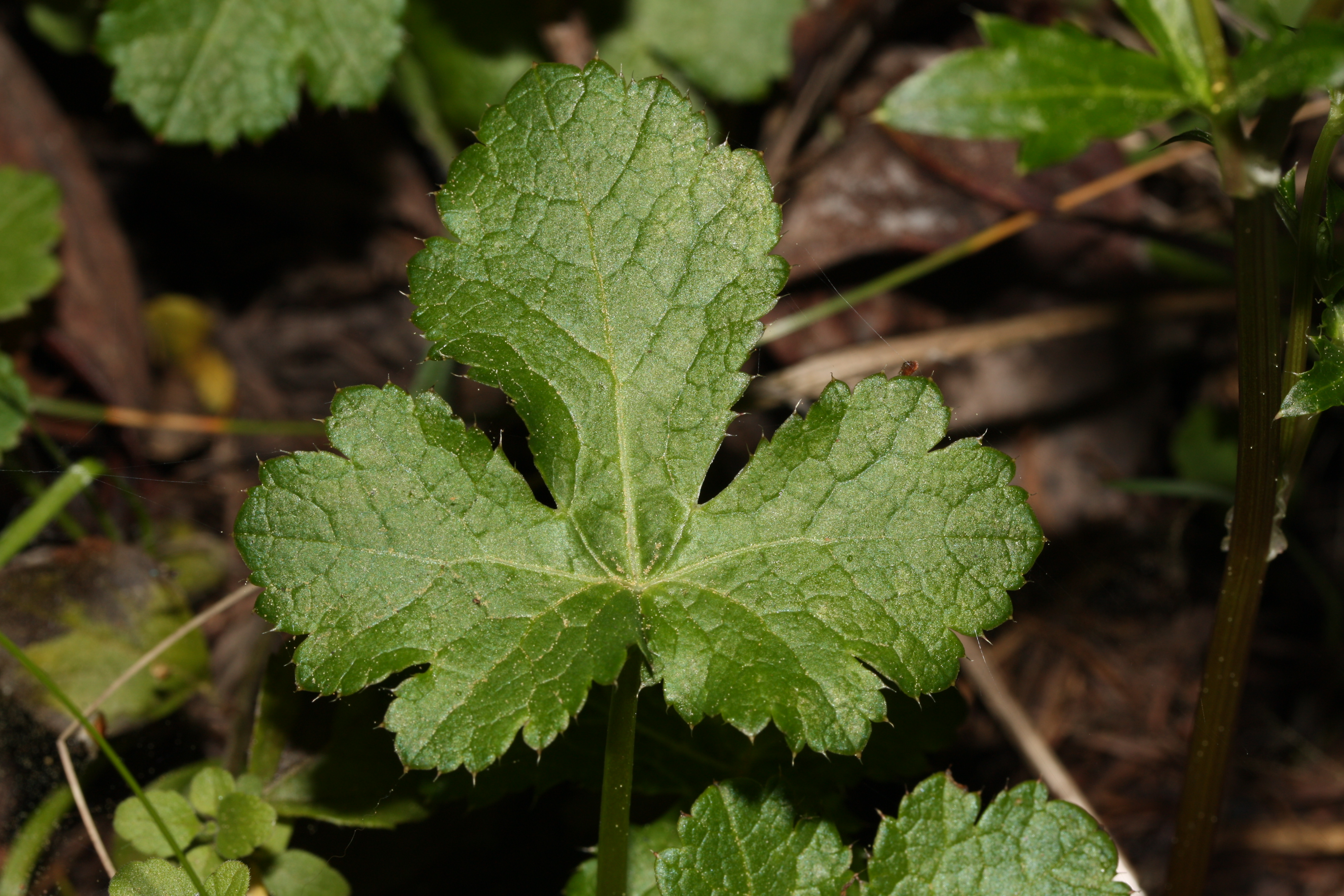